# گومشل
گومشل (به انگلیسی: Gomshall) یک روستا در بریتانیا است که در ساری واقع شده‌است.